# Такайшвілі Сесиль
Сесиль Такайшвілі (груз. სესილია თაყაიშვილი; *30 вересня (13 жовтня) 1906, Батумі, Російська імперія — †21 травня 1984, Тбілісі, Грузинська РСР) — грузинська акторка театру і кіно.

## Біографія
Сесиль Такайшвілі народилася 30 вересня (13 жовтня) 1906 в Батумі (нині в Аджарії).
У 1926 закінчила Тифліську драматичну студію під керівництвом А. Пагави і з цього ж року — актриса Тифліського театру ім. Ш. Руставелі.
C 1930 по 1967 — акторка Тбіліського театру ім. К. А. Марджанішвілі.
У кіно дебютувала в 1945 у фільмі «Норовливі сусіди». Виступала на естраді.
Померла Сесиль Такаішвілі 21 травня 1984 в Тбілісі. Похована на Сабурталінському кладовищі, в пантеоні видатних діячів Грузії.

## Звання та нагороди
- Народна артистка Грузинської РСР (1950)
- Народна артистка СССР (1966)
- Державна премія СССР (1985, посмертно)
- Орден Трудового Червоного Прапора
- Медалі
- Почесний громадянин Тбілісі (1982).

## Творчість

### Театр
- «Поема про сокиру» М. Погодіна — Анка
- «Приборкання норовливої» В. Шекспіра — Катаріна
- «Безприданниця» О. Островського — Огудалова
- «Марія Стюарт» Ф. Шиллера — Єлизавета
- «Я, бабуся, Іліко та Іларіон» по Н. Думбадзе і Г. Лордкіпанідзе — бабуся
- «Гурія Ніношвілі» за Е. Ніношвілі — Христина
- «З іскри» Ш. Дадіані — Параскева
- «Весілля в колгоспі» П. Какабадзе — Гвірістіне
- «Одруження Фігаро» П. Бомарше — Сюзанна
- «Маргарита Готьє» по А. Дюма (син) — Прюданс

## Фільмографія
- 1945 — «Норовливі сусіди» — мати
- 1948 — «Кето і Коте» — княгиня
- 1954 — «Вони спустилися з гір» — жінка в черзі напоїв
- 1956 — «Заноза» — Цецилія
- 1956 — «Тінь на дорозі»
- 1956 — «Наш двір» — сплетница Васасі
- 1957 — «Останній з Сабудара» — міщанка Елпіте
- 1958 — «Манана» — бабуся
- 1958 — «Чужі діти» — Елісабед
- 1960 — «Від двору до двору» — Епросіне
- 1962 — «Я, бабуся, Іліко та Іларіон» — бабуся Ольга
- 1965 — «Нагорода» (новела в кіноальманаху «Сторінки минулого») — мати
- 1965 — «П'єр» — співробітник міліції — Ліза
- 1965 — «Я бачу сонце» — Аквіріне
- 1965 — «Вибачте, вас чекає смерть» — Сашико
- 1967 — «Скоро прийде весна» — Маріам
- 1967 — «Місто прокидається рано» — Маріам
- 1968 — «Не журись!» — Тітка Домна
- 1968 — «Рубежі» — старенька
- 1969 — «Смерть філателіста» — мати «Чорного»
- 1969-1970 — «Десниця великого майстра» — Бордохані
- 1970 — «Зірка мого міста» — Веріко
- 1970 — «Постановка сонце» (новела в кіноальманаху «М'яч, рукавичка і капітан»)
- 1972 — «Коли зацвів мигдаль» — Варвара Михайлівна
- 1972 — «Саджанці» — Ціціро
- 1972 — «Старі зурначі» — Нуца
- 1973 — «Тепле осіннє сонце» — Тамар
- 1973 — «Я і мої сусіди» — Барбара Несторівна
- 1975 — «Не вір, що мене вже немає» — Ангеліна
- 1975 — «Пташине молоко» (короткометражний) — стара
- 1976 — «Містечко Анара» — Елене
- 1977 — «Берега» — Асінета
- 1977 — «Древо бажання» — Марадь
- 1977 — «Учень ескулапа» — Дареджан
- 1978 — «Кваркваре»
- 1979 — «Шлюб по-імеретинськи» — Теброле
- 1979 — «Кров» (новела у фільмі Поклик) — Юлія
- 1979 — «Заповзяте порося» (короткометражний) — Марта
- 1984 — «Блакитні гори, або Неправдоподібна історія» — касир Тамара